# Коухаіб Дріош
Коухаіб Дріош (араб. صهيب دريوش, нар. 17 квітня 2002, Еймейден, Нідерланди) — марокканський футболіст, нападник нідерландського клубу ПСВ.

## Ігрова кар'єра

### Клубна
Коухаїб Дріош є вихованцем нідерландського клубу «Геренвен». 19 вересня 2020 року він провів першу гру в основі команди в матчі Ередивізі проти «Фортуни».
Влітку 2021 року футболіст перейшов до клубу Ерстедивізі «Ексельсіор» з Роттердама. В тому ж сезоні разом з клубом через перехідний плей-оф виборов право на підвищення і сезон 2022/23 знову провів у вищому дивізіоні Нідерландів.
У липні 2024 року Дріош перейшов до ПСВ, з яким підписав п'ятирічний контракт. В складі ПСВ Дріош дебютував у матчах лігового етапу Ліги чемпіонів.

### Збірна
У складі молодіжної збірної Марокко Дріош став переможцем молодіжного Кубку африканських націй у 2023 році і виборов право на участь у фінальній частині Літніх Олімпійських ігор у Парижі.
У 2024 році Дріош отримав виклик до молодіжної збірної Нідерландів але на поле не виходив.

## Титули
- Чемпіон Нідерландів (1):

ПСВ: 2024-25
- Володар Суперкубка Нідерландів (1):

ПСВ: 2025
Марокко (U-23)
 Переможець молодіжного Кубку африканських націй: 2023